# Sybreed
I Sybreed sono un gruppo industrial metal svizzero formato nel 2003 a Ginevra, emerso dalle ceneri dei Rain, gruppo death metal svizzero. Drop, il chitarrista fece una leggera svolta verso la musica elettronica, in particolare, al fine di proporre una forma più originale e particolare del death metal inteso nel senso più canonico del termine, incorporando in esso sonorità elettroniche, mantenendo un approccio melodico influenzato da gruppi come In Flames e Dark Tranquillity, tali da definire il proprio stile "death wave". Il loro stile musicale può essere descritto come una miscela di più componenti e influenze provenienti da vari generi, fra cui su tutti spiccano death metal e groove metal, insieme a sonorità industrial, facendo un largo impiego di tecniche strumentali eclettiche quali poliritmia, blast beat, tempi complessi ed effetti ottenuti tramite l'utilizzo di campionamenti e tastiere.
Il loro esordio, Slave Design, uscito nel 2004, incominciò a ricevere consensi al di fuori dei circoli underground, soprattutto grazie a un'intensa attività live che la band intraprese tra gli Stati Uniti, il Canada e l'Europa continentale tra il 2004 e il 2005.
Il loro secondo album di studio, Antares, uscito in Europa il primo ottobre del 2007 presso la nuova casa discografica della band, la Listenable Records. Dirk Verbeuren, batterista dei Soilwork e degli Scarve si è occupato della parte ritmica di questo disco.
Nell'autunno 2013, con l'uscita dal gruppo del vocalist Benjamin Nominet, il gruppo si è sciolto.

## Formazione

### Formazione attuale
- Benjamin Nominet – voce
- Thomas "Drop" Betrisey – chitarra, tastiere
- Kevin Choiral – batteria
- Ales Campanelli — basso

### Ex componenti
- Stéphane Grand — basso (2010–2011)
- Alex – batteria (2003–2006)
- Burn – basso (2003-2009)
- Dirk Verbeuren – batteria in Antares (Soilwork, Scarve)

## Discografia
- Slave Design (2004)
- Antares (2007)
- A.E.O.N. (EP, 2009)
- The Pulse of Awakening (2009)
- God Is an Automaton (2012)